# 任基振
任基振（?—?），字领从，号松斋。江南高邮人。
祖父任立己，父任风翔。乾隆三十四年（1769年）进士，授内阁中书。乾隆三十六年（1771年），升宗人府主事，因思母告假归。丁艰服除，补原职。官至吏部验封司员外郎，兼考功司事。有《尔雅注疏笺补》。